# Rebrovići
Rebrovići is een plaats in de gemeente Tounj in de Kroatische provincie Karlovac. De plaats telt 200 inwoners (2001).